# ملعب الدار البيضاء الكبير
ملعب الدار البيضاء الكبير هو اسم لملعب شُرع في بنائه عام 2021 في العاصمة الإقتصادية للمغرب الدار البيضاء. من المرجح أن يستضيف الملعب عند اكتماله عام 2025، مباريات كرة القدم وكأس الأمم الأفريقية 2025، ويصبح المقر الجديد للمنتخب المغربي لكرة القدم. تبلغ سعت115000 متفرج، وسيكون ثالث أكبر ملعب لكرة القدم في إفريقيا من حيث السعة. الهدف من بناء ملعب الدار البيضاء الكبير هو أن يصبح بديلًا للمركب الرياضي محمد الخامس. يبعد الملعب الكبير للدار البيضاء عن وسط المدينة بـ15 كلم وعن المطار بـ20 كلم وعن محطتي القطار بـ15 كلم·

## الوصف
صمم الملعب في الأصل كجزء من محاولة المغرب لاستضافة كأس العالم 2010، وقد واجه المشروع خيبة أمل حين منحت جنوب إفريقيا حقوق الاستضافة بدلاً من المغرب. تضمنت الخطة بناء خمسة ملاعب رئيسية منتشرة في جميع أنحاء البلاد مثل ملعب ابن بطوطة، واستاد مراكش، وملعبين إضافيين في مدينتي أكادير وفاس. في وقت لاحق أصبح الملعب المقترح واحدًا من 14 ملعبًا مضيفًا في محاولة المغرب لاستضافة كأس العالم 2026، ولو فاز المغرب باستضافة البطولة لتم اختيار الملعب لعقد المباراتين الافتتاحية والنهائية، لكن المغرب خسر العرض في النهاية لصالح العرض المشترك الذي قدمته كل من كندا والمكسيك والولايات المتحدة. في الوقت الحاضر قرر المغرب التقدم مرة أخرى بطلب لاستضافة كأس العالم لكرة القدم 2030.